# Kupelacija
Kupelacija je proces rafiniranja v metalurgiji, kjer se rude ali legirane kovine obdelajo pri zelo visokih temperaturah in imajo nadzorovane operacije za ločevanje plemenitih kovin, kot sta zlato in srebro, od navadnih kovin, kot so svinec, baker, cink, arzen, antimon ali bizmut, prisoten v rudi. Postopek temelji na načelu, da plemenite kovine za razliko od navadnih kovin ne oksidirajo in ne reagirajo kemično, zato pri visokih temperaturah plemenite kovine ostanejo ločene, druge pa reagirajo in tvorijo žlindre ali druge spojine.
Od zgodnje bronaste dobe so postopek uporabljali za pridobivanje srebra iz taljenih svinčevih rud. V srednjem veku in renesansi je bila kupelacija eden najpogostejših postopkov za rafiniranje plemenitih kovin. Do takrat so bili testi ognja uporabljeni za preizkušanje mineralov, to je za testiranje svežih kovin, kot so svinec in reciklirane kovine, da bi ugotovili njihovo čistost za izdelavo nakita in kovancev. Kupelacija je v uporabi še danes.

## Postopek

### Kupelacija večjega obsega
Samorodno srebro je redek element, čeprav obstaja kot tak. Običajno ga najdemo v naravi v kombinaciji z drugimi kovinami ali v mineralih, ki vsebujejo srebrove spojine, običajno v obliki sulfidov, kot sta galen (svinčev sulfid) ali cerusit (svinčev karbonat). Primarna proizvodnja srebra torej zahteva taljenje in nato kupelacijo argentifernih svinčevih rud.
Svinec se tali pri 327°C, svinčev oksid pri 888°C in srebro se tali pri 960°C. Za ločevanje srebra se zlitina ponovno stopi pri visoki temperaturi od 960°C do 1000°C v oksidacijskem okolju. Svinec oksidira v svinčev monoksid, takrat znan kot litargit, ki zajema kisik iz drugih prisotnih kovin. Tekoči svinčev oksid se odstrani ali absorbira s kapilarnim delovanjem v obloge ognjišča. To kemično reakcijo je mogoče obravnavati kot:
Ag(s) + 2Pb(s) + O
2(g) → 2PbO(absorbed) + Ag(l)
Podnožje ognjišča je bilo izkopano v obliki lonca in prekrito z inertnim in poroznim materialom, bogatim s kalcijem ali magnezijem, kot so školjke, apno ali kostni pepel.[12] Obloga je morala biti apnenčasta, ker svinec reagira s silicijem (glinene spojine) in tvori viskozen svinčev silikat, ki preprečuje potrebno absorpcijo gline, medtem ko apnenčasti materiali ne reagirajo s svincem. Nekaj umazanije izhlapi, preostanek pa absorbira porozna zemeljska obloga in tvori "slojne pogače".
Litargitne pogače so običajno okrogle ali konkavno-konveksne, približno 15 cm v premeru. So najpogostejši arheološki dokaz kupelacije v zgodnji bronasti dobi. Po njihovi kemični sestavi lahko arheologi povedo, kakšna ruda je bila obdelana, njene glavne sestavine in kemični pogoji, uporabljeni pri procesu. To omogoča vpogled v proizvodni proces, trgovino, družbene potrebe ali gospodarske razmere.

### Kupelacija majhnega obsega
Kupelacija majhnega obsega temelji na enakem principu kot tista, ki se izvaja v kupelacijskih ognjiščih; glavna razlika je v količini materiala, ki ga je treba testirati ali pridobiti. Minerale je treba zdrobiti, pražiti in stopiti, da se kovinske komponente koncentrirajo, da se ločijo plemenite kovine. Do renesanse je bila uporaba procesov kupelacije raznolika: preizkušanje rud iz rudnikov, testiranje količine srebra v draguljih ali kovancih ali za eksperimentalne namene. Izvajali so ga v majhnih plitvih recipientih, znanih kot kupele.
Ker je bil glavni namen kupelacije v majhnem obsegu preizkušanje in testiranje mineralov in kovin, je treba snov, ki jo je treba testirati, skrbno stehtati. Testi so bili narejeni v kupelacijski ali testni peči, ki mora imeti okna in meh, da se prepričamo, da zrak oksidira svinec, ter da smo prepričani in pripravljeni odvzeti kupelo, ko je postopek končan. Testirani snovi je treba dodati čisti svinec, da se zagotovi nadaljnje ločevanje nečistoč. Po tem, ko je kupel absorbiral gnoj, so nastali srebrni gumbi, ki so se naselili na sredini kupele. Če je zlitina vsebovala tudi določeno količino zlata, se je poravnala s srebrom in oboje je bilo treba ločiti.

#### Kupele
Primarno orodje za kupelacijo majhnega obsega je bila kupela. Kupele so bile izdelane na zelo previden način. Nekoč so bile majhne posode v obliki obrnjenega prisekanega stožca, narejene iz kostnega pepela. Po besedah Georga Agricole je bil najboljši material pridobljen iz žganega rogovja jelenjadi, čeprav bi lahko delovale tudi ribje kosti. Pepel je treba zmleti v fin in homogen prah in ga zmešati z lepljivo snovjo, da oblikujemo kupe. Kalupi so bili izdelani iz bakra brez dna, tako da je bilo kupe mogoče sneti. Z zaobljenim pestičem so naredili plitvo vdolbino na sredini kupe. Velikosti kupel so odvisne od količine materiala, ki ga je treba analizirati. Ta ista oblika se je ohranila do danes.
Arheološke raziskave ter arheometalurške analize in pisna besedila iz renesanse so pokazala obstoj različnih materialov za njihovo izdelavo; lahko so bili izdelani tudi iz mešanic kosti in lesnega pepela, slabe kakovosti, ali pa so bili oblikovani s tovrstno mešanico spodaj z zgornjo plastjo kostnega pepela. Različni recepti so odvisni od strokovnega znanja preizkuševalca ali od posebnega namena, za katerega je bil izdelan (analize za kovanje, nakit, testiranje čistosti recikliranega materiala ali kovancev). Arheološki dokazi kažejo, da so na začetkih malih kupel uporabljali drobce ali glinene kupe.

## Zgodovina
Prva znana uporaba srebra je bila na Bližnjem vzhodu v Anatoliji in Mezopotamiji v 4. in 3. tisočletju pred našim štetjem [22][23] v zgodnji bronasti dobi. Arheološke najdbe srebrnih in svinčenih predmetov skupaj s kosi gline in žlindre so proučevali na različnih najdiščih. Čeprav je bilo to razloženo kot srebro, pridobljeno iz svinčevih rud, je bilo tudi predlagano, da je bil svinec dodan za zbiranje srebra iz vidnih srebrnih mineralov, vgrajenih v gostiteljsko kamnino. V obeh primerih bi srebro pridobili iz svinčene kovine s kupelacijo.
Med naslednjo železno dobo je bila kupelacija izvedena s taljenjem razpadlih kovin s presežkom svinca, nato pa je bila palica ali rezultat te fuzije segret v kupelacijski peči, da so se ločile žlahtne kovine. Rudniki, kot je Rio Tinto, blizu Huelve v Španiji, so postali pomembno politično in gospodarsko mesto za mnoge ljudi okoli Sredozemskega morja, pa tudi za Laurion v Stari Grčiji. Okoli 500 let pred našim štetjem je nadzor nad rudniki Laurion dal Atenam politično prednost in moč v Sredozemlju, tako da so lahko premagale Perzijce.
V rimskih časih je cesarstvo potrebovalo velike količine svinca, da bi podpiralo rimsko civilizacijo na velikem ozemlju; iskali so odprte rudnike svinca in srebra na katerem koli območju, ki so ga osvojili. Srebrni kovanci so postali normalizirano sredstvo menjave, zato sta proizvodnja srebra in nadzor rudnikov dali gospodarsko in politično moč. V rimskih časih je bilo vredno kopati svinčevo rudo, če je bila njihova vsebnost srebra 0,01 % ali več.
Izvor uporabe kupelacije za analizo ni znan. Ena najzgodnejših pisnih omemb je Theophilus Divers Ars v 12. stoletju našega štetja. Proces se je nato do 16. stoletja le malo spremenil.
Kupelacija majhnega obsega se lahko šteje za najpomembnejši preiskus, razvit v zgodovini, in morda za izvor kemične analize. Večina pisnih dokazov izvira iz renesanse v 16. stoletju. Vannoccio Biringuccio,[30] Georg Agricola in Lazarus Ercker so med drugimi pisali o umetnosti rudarjenja in testiranja rud ter podrobnih opisih kupelacije. Njihovi opisi in domneve so bili identificirani v različnih arheoloških najdbah skozi srednjeveško in renesančno Evropo. V teh obdobjih se je količina testov močno povečala, predvsem zaradi testiranja rud v rudnikih, da bi ugotovili razpoložljivost njihovega izkoriščanja. Primarna uporaba kupelacije je bila povezana s kovanjem, uporabljali pa so jo tudi pri testiranju nakita. Od renesanse je kupelacija postala standardizirana analitska metoda, ki se je zelo malo spremenila, kar dokazuje njeno učinkovitost. Njegov razvoj se je v starih časih zagotovo dotaknil sfere gospodarstva, politike, vojskovanja in oblasti.

## Novi svet
Ogromna količina predhispanskih srebrnih okraskov, znanih predvsem iz Peruja, Bolivije in Ekvadorja, postavlja vprašanje, ali so predšpanske civilizacije pridobivale surovino iz avtohtonih rud ali iz rud svinčevega srebra. Čeprav je samorodno srebro morda na voljo v Ameriki, je tako redko kot v starem svetu. Iz kolonialnih besedil je znano, da so v kolonialnih časih Španci odpirali rudnike srebra od Mehike do Argentine, glavni so rudniki Tasco, Mehika in Potosi v Boliviji.
Nekakšni plavži, imenovani huayrachinas, so bili opisani v kolonialnih besedilih kot domače tehnološke peči, ki so se uporabljale v Peruju in Boliviji za taljenje rude, ki je prihajala iz rudnikov srebra v lasti Špancev. Čeprav to ni dokončno, se domneva, da so bile te vrste peči morda uporabljene pred španskim osvajanjem. Etnoarheološko in arheološko delo v občini Porco, Potosí, Bolivija, je predlagalo predevropsko uporabo huayrachinas.
Ni posebnih arheoloških poročil o taljenju ali rudarjenju srebra v Andih pred Inki. Vendar pa so bili v perujskem osrednjem višavju najdeni srebrni in svinčeni artefakti iz obdobja pred Inkov in Inkov. Glede na prisotnost svinca v srebrnih artefaktih arheologi kažejo, da je tam morda prišlo do kupelacije.